# Horizon artificiel
«  Indicateur d'assiette » redirige ici. Pour les autres significations, voir Indicateur et Assiette.
Pour un article plus général, voir Instrument de bord (aéronautique).

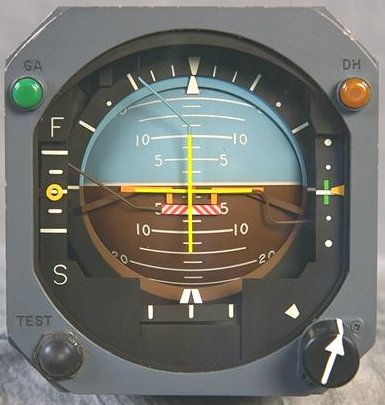
Horizon artificiel classique. Celui-ci dispose de plus des deux aiguilles (verticale et horizontale) du système d'atterrissage aux instruments (ILS), indiquant l'axe de la piste et la pente à suivre pour l'atteindre. L'indicateur rayé rouge et blanc indique que l'instrument n'est pas fonctionnel (il est en fait hors-tension sur cette photo).

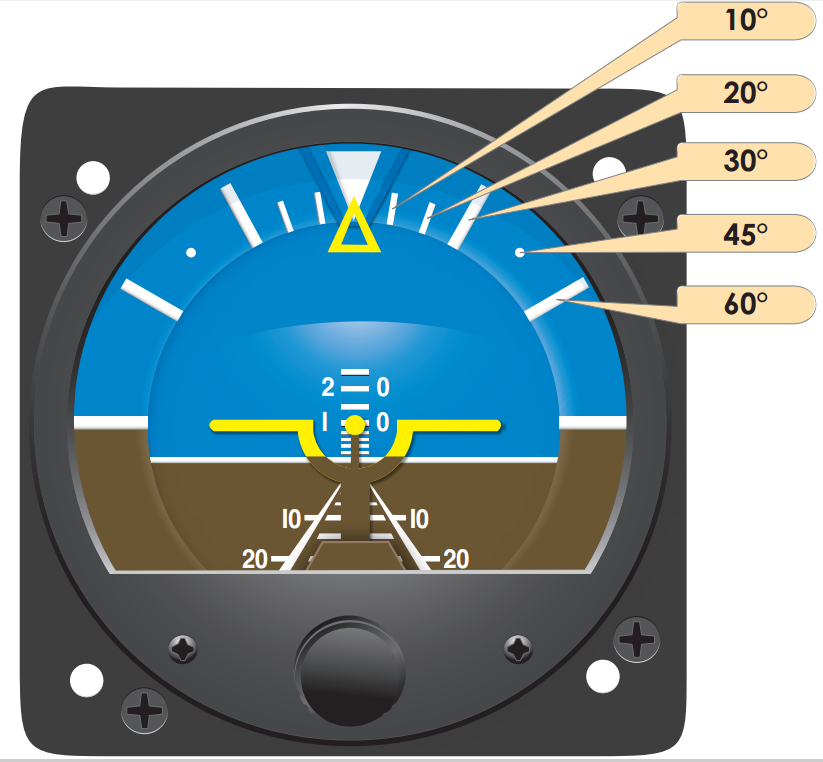
Horizon artificiel avec les marques d'assiette et d'inclinaison

L’horizon artificiel, ou indicateur d'attitude, est un instrument de bord qui mesure l'assiette et l'inclinaison d'un aéronef par rapport à l'horizon,. 
C'est l'instrument primaire de pilotage pour le vol sans visibilité ou l'IFR (vol aux instruments).
Il porte parfois également la désignation technique d'Indicateur Vertical Sphérique (IVS), 
En langage courant de pilote il est très souvent désigné par les surnoms:
- le gyro
- « la boule », en raison de son aspect caractéristique.

Terminologie anglaise: 
- AI, pour Attitude Indicator
- Artificial Horizon

## Principe de la mesure
Le détecteur d'assiette est constitué par un gyroscope avec 2 degrés de liberté dont l'axe propre est asservi à la verticale locale par un système érecteur. Le gyroscope est réglé à zéro avant le décollage et, en théorie, il conserve cette position fixe dans l'espace quels que soient les mouvements de l'aéronef. Il permet donc de mesurer l'angle entre l'axe de l'aéronef et l'horizontale, correspondant à un angle de tangage, et l'angle avec la verticale, donnant l'angle de roulis.
Ces indications sont utiles au pilotage de l'aéronef, et indispensable dans le cas du vol aux instruments en l'absence de référence visuelle extérieure, d'où son nom usuel d'horizon artificiel.

## Principe de l'affichage

Horizon artificiel virtuel sur écran.
1 - Drapeau (« flag »)
2 - Maquette (repère fixe)
3 - Recalage rapide
4 - Niveau à bille (indicateur de dérapage)

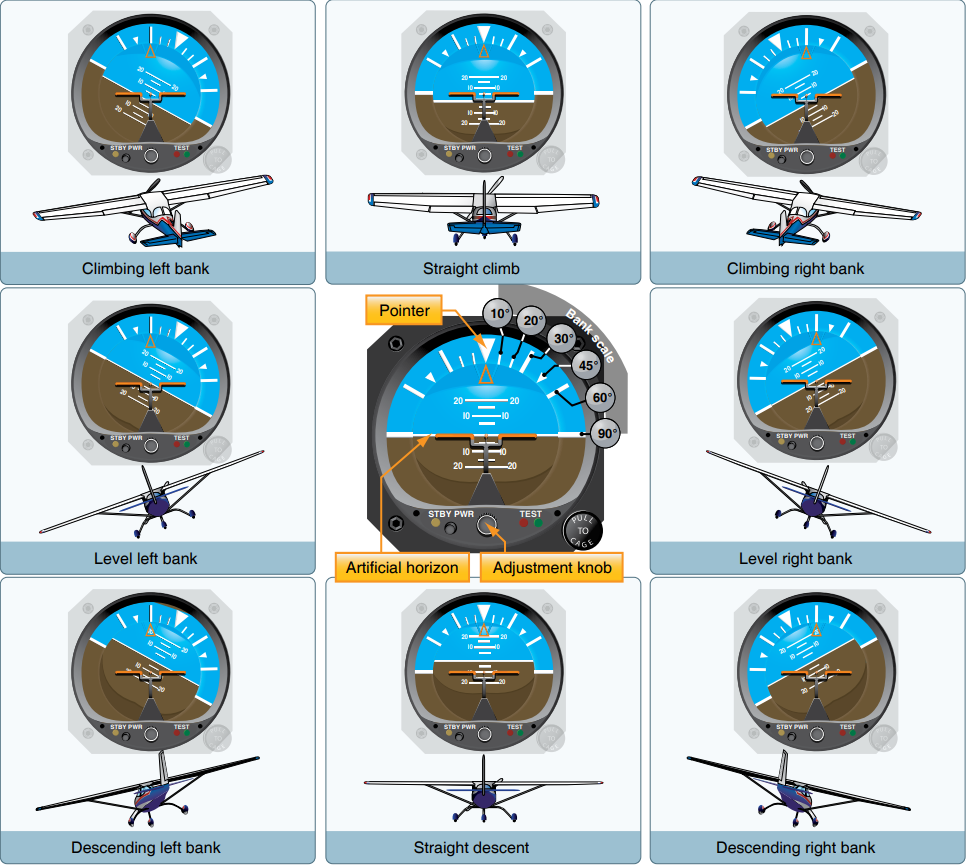
Affichage de l'instrument pour différentes attitudes avion

L'affichage classique se présente sous la forme d'une boule, dont l'hémisphère supérieur est de couleur bleue pour représenter le ciel, la moitié inférieure, en marron, pour représenter la terre. Elle porte des graduations indiquant l'angle de tangage et l'angle de roulis de l'avion. Une maquette d'avion très simplifiée ou un symbole très explicite sert de référence, pour représenter schématiquement l'aéronef par rapport à l'espace dans lequel il évolue. Le cadre de l'instrument est gradué en fonction de l'angle de roulis (généralement par pas de 10° jusqu'à 30°, puis par sauts de 30° au-delà), la ligne d'équateur de la boule servant de référence, indiquant la position de l'horizon réel. La boule elle-même possède des lignes horizontales permettant au pilote de connaître son angle de cabré ou de piqué par rapport à l'horizon. Il faut toutefois ne pas confondre cet angle avec l'angle d'incidence de l'avion, qui lui est référencé par rapport à la trajectoire de ce dernier.
Dans les avions les plus récents, l'affichage classique peut être reproduit sur l'écran d'affichage (en anglais : « Display Unit ») face au pilote ; d'autres représentations ont été expérimentées sur les affichages tête haute ou sur les écrans mais certains pilotes ne semblent pas y être favorables[réf. nécessaire].

Sur certains modèles, l'indicateur de dérapage, communément appelé « la bille », peut être intégré. L'utilisation conjointe des deux instruments permet d'effectuer un virage coordonné sans dérapage latéral de l'avion (en maintenant la bille au centre de son logement).

## Technologie de l'instrument
Deux techniques permettent de créer le mouvement rotatif du gyroscope. Historiquement, le modèle pneumatique a été le premier à être utilisé et utilisait le principe du venturi. Un tube placé dans le vent relatif, à l’extérieur de l'avion, assurait une dépression. Ce tube de Venturi a été remplacé par une pompe à vide électrique, qui assure une dépression suffisante pour faire tourner le gyroscope. Par la suite, pour des raisons de fiabilité, l'entrainement pneumatique a été remplacé par un moteur électrique.
- Quand il est entraîné par dépression, à l'aide d'une pompe à vide (succion pump), le flux d'air entraine les ailettes de la roue gyroscopique pour assurer sa rotation. Dans ce cas, ces modèles sont plus longs que les modèles électriques pour atteindre une vitesse de rotation optimale. Un drapeau rouge indique une vitesse de rotation insuffisante. Un bouton sous la maquette de l'avion permet, comme pour les modèles électriques, d'aligner la maquette de l'avion sur l'horizon. Le fonctionnement de l'appareil peut être vérifié en consultant l'indicateur du système de dépression, ou en s'assurant lors de virages, pendant le roulage de l'appareil, que l'horizon reste stable.

- Le gyroscope peut être entraîné par un moteur électrique. Dans ce cas, un drapeau rouge signale le non-fonctionnement de l'instrument, et un bouton permet de le régler sur l'horizontale avant le décollage, certains modèles, dits « Auto Erect », s'ajustent automatiquement.

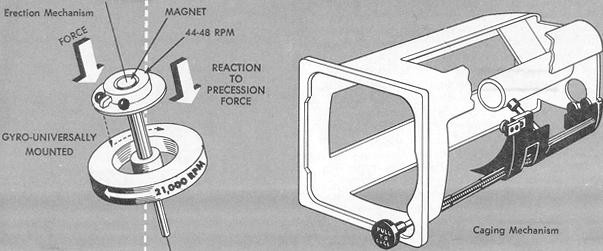
Principe de mesure d'un gyroscope électrique

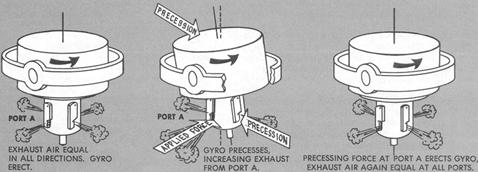
Mécanisme d'un horizon artificiel pneumatique

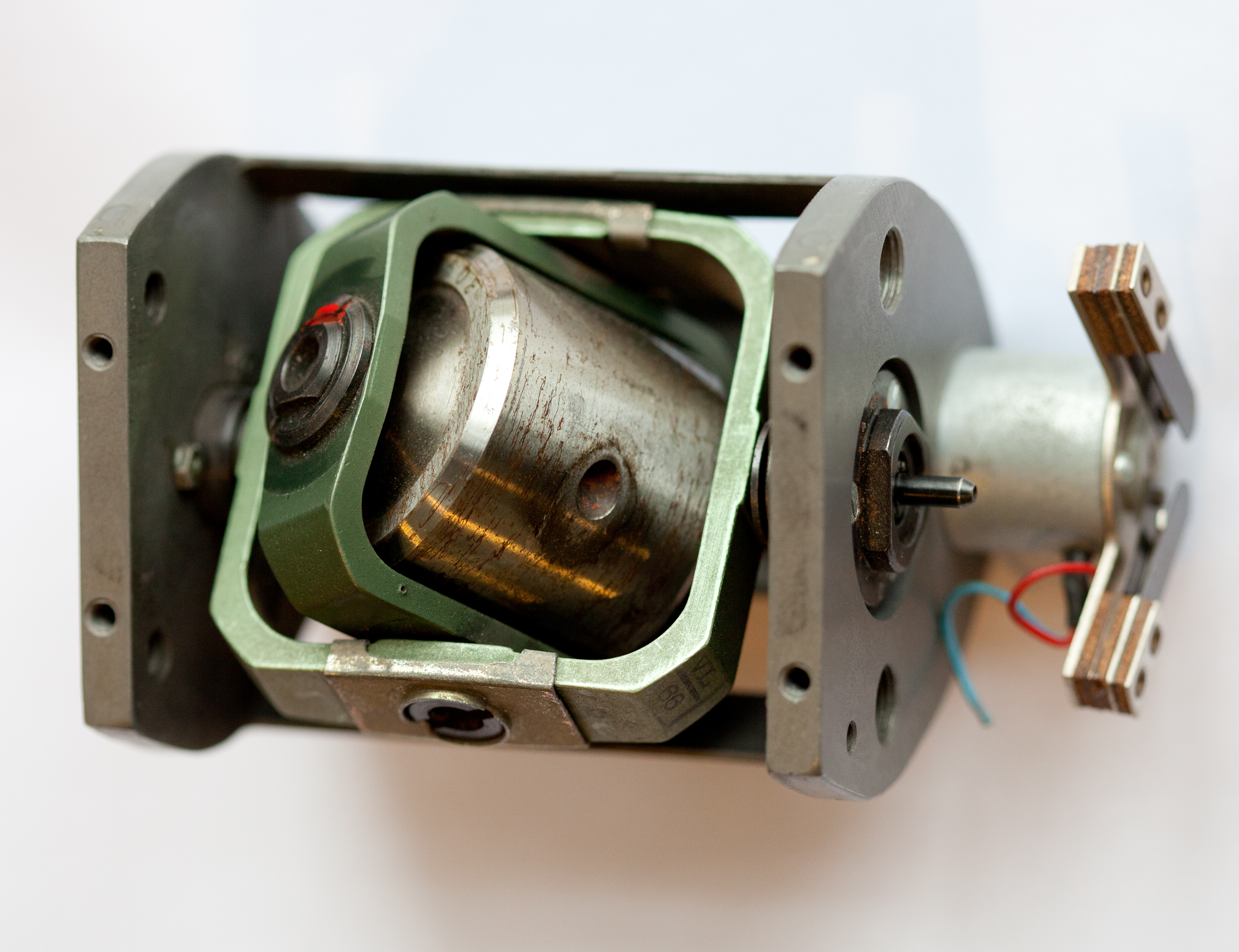
Mécanisme d'horizon artificiel

Plus récemment, avant l’avènement des suites avioniques intégrées remplaçant les instruments analogiques par des écrans, les horizons artificiels étaient asservis aux centrales inertielles des avions. Il n'y avait plus de gyroscope dans l'instrument lui-même, mais ses mouvements étaient dictés par les gyroscopes des centrales. La partie analogique de l'affichage (ADI : Attitude Display Indicator) est maintenant remplacée par une image numérique sur un écran devant le pilote (PFD : Primary Flight Display), qui regroupe les informations de vitesse, altitude, cap, horizon et vitesse verticale.

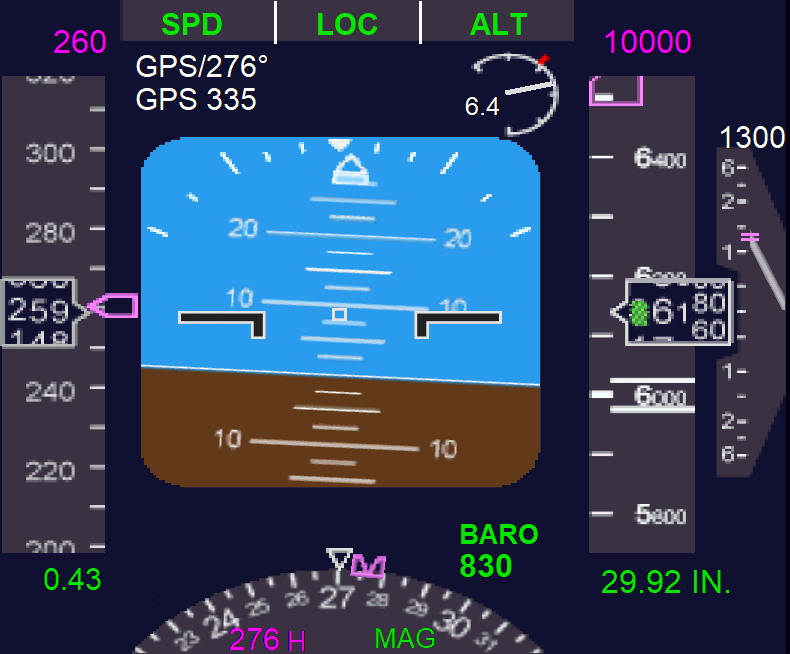
Affichage synthétique des informations d'horizon artificiel sur un PFD (instrument EFIS)

## Accidents liés à l'emploi de l'horizon artificiel
- Le 22 décembre 1999, le Boeing 747 du vol 8509 Korean Air Cargo s'écrase peu après son décollage de l'aéroport de Londres Stansted, tuant ses quatre occupants. L'horizon artificiel du commandant était défaillant, et bien que cette panne soit indiquée au pilote, et que l'horizon du copilote et celui de secours soient encore totalement opérationnels, le commandant reste concentré sur le sien et bascule l'avion à droite sur 90°, croyant n'être qu'à 2° de roulis. L'avion finit dans un champ après seulement 60 secondes de vol.

- Une différence de fonctionnement assez importante entre les horizons artificiels occidentaux et les systèmes soviétiques est également en grande partie à l'origine du crash du Saab 340 du vol 498 Crossair[3], survenu le 10 janvier 2000 peu après le décollage près de Zurich, en suisse. En effet, le pilote étant habitué aux systèmes soviétiques, et n'ayant pas été suffisamment formé sur ce type d'appareil[4] (seulement 32 heures de simulateur et 80 minutes de vol en quatre mois de conversion), il n'a pas bien interprété l'indication de son IVS et a basculé son avion exagérément sur la droite, croyant devoir contrer un virage s'inclinant trop sur la gauche[3],[5]. Il est important de noter que la culture aéronautique soviétique a engendré la conception d'horizons artificiels très différents des modèles des autres pays du monde[3]. La plus grosse différence vient du fait que sur les systèmes soviétiques, il n'y a pas de boule mobile représentant le ciel et la terre. Dans ce cas, c'est la maquette représentant l'avion qui bouge, et le fond coloré en marron et bleu (qui représente le ciel et la terre) reste fixe. Sur les systèmes européens et américains, le repère simulant l'avion reste fixe au milieu de l'instrument, et c'est la boule qui simule les variations d'inclinaison par-rapport au paysage[5]. En raison de cette grosse différence, le pilote a pu penser qu'il était trop incliné à gauche alors qu'il s'agissait exactement du contraire, et a donc agi en aggravant les choses, précipitant l'avion dans une situation mortelle.

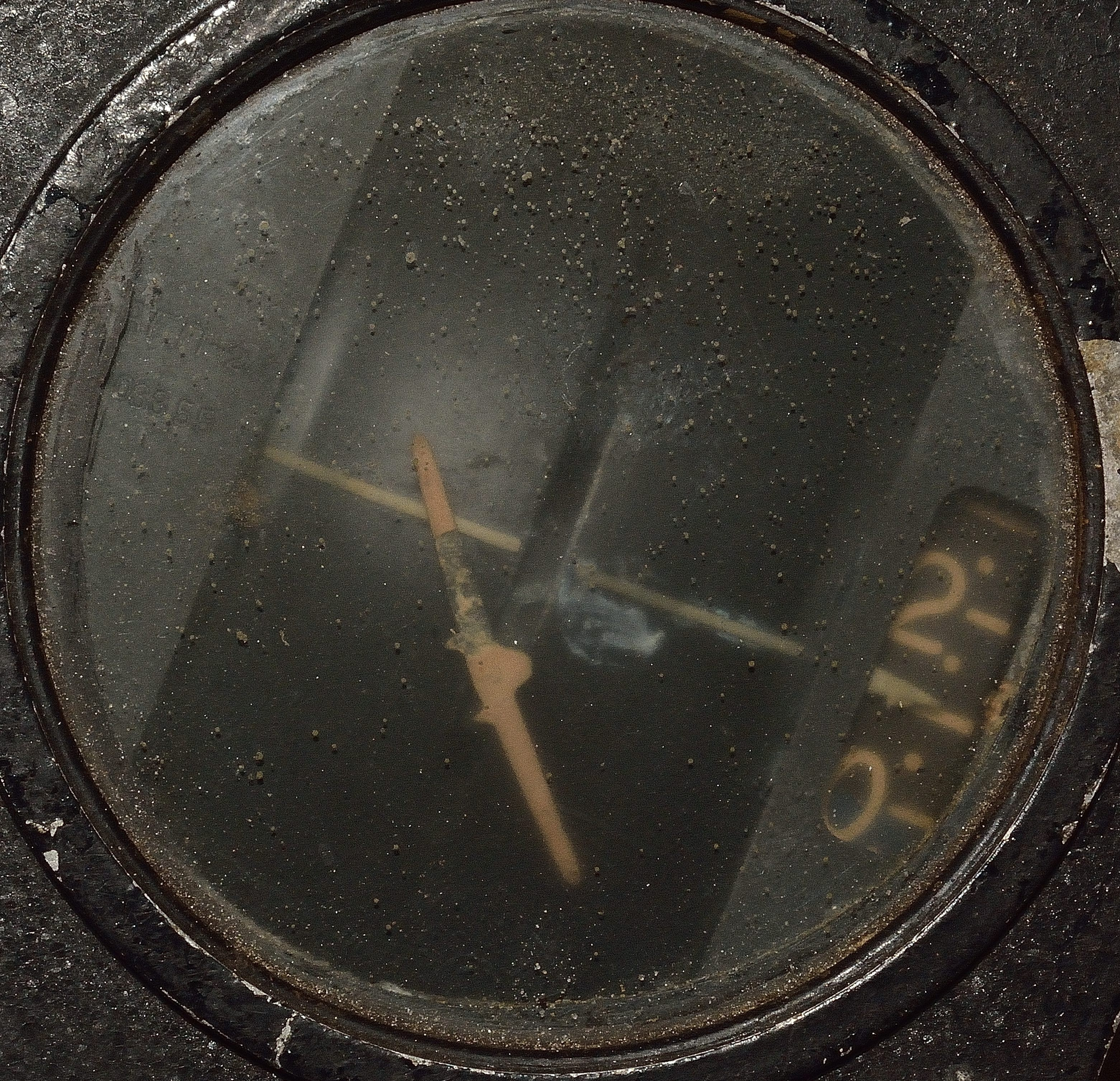
Sur cet indicateur d'origine soviétique, on peut voir clairement que seule la maquette représentant l'avion est mobile. Sur cette photo, sa position indique un virage vers la droite à une inclinaison de et un angle de piqué d'environ. Un œil non averti pourrait aisément interpréter cette indication par un virage incliné à gauche.